# Corey Moore
Corey Moore (Griffin, 28 gennaio 1993) è un giocatore di football americano statunitense che milita nel ruolo di safety per i Tampa Bay Vipers della X Football League (XFL). Non selezionato nel Draft NFL 2015, firmò come undrafted free agent con gli Houston Texans. Al college giocò a football per Georgia.

## Carriera universitaria
Moore frequentò l'Università della Georgia e giocò per i Georgia Bulldogs dal 2011 al 2014. Nella sua prima stagione, come freshman, disputò dodici partite e fece registrare un tackle. Nel 2012, come sophomore, disputò 14 partite (una da titolare), mettendo a segno 14 placcaggi totali (5 solitari e 9 assisiti). Nel 2013, come junior, giocò in dodici partite (sette da titolare), facendo registrare 35 placcaggi totali (27 solitari e 8 assistiti), un sack, un intercetto e un passaggio difeso. Nel 2014, come senior, giocò in dodici partite (sei da titolare), mettendo a segno 26 placcaggi totali (20 solitari e 6 assistiti), un intercetto e due passaggi difesi. Terminò la sua carriera universitaria con 50 presenze (14 da titolare), 76 placcaggi (53 solitari e 23 assistiti), un sack, due intercetti e tre passaggi deviati. Durante la sua permanenza all'Università della Georgia, Moore si laureò in scienze della comunicazione.

## Carriera professionistica

### Houston Texans

#### Stagione 2015
L'11 maggio 2015, dopo non essere stato selezionato nel Draft NFL 2015, Moore firmò come undrafted free agent con gli Houston Texans. Fu svincolato il 5 settembre 2015, per poi essere ri-firmato per la squadra di allenamento tre giorni dopo. Fu infine promosso in prima squadra il 29 dicembre 2015. Debuttò come professionista il 3 gennaio 2016, nell'ultimo turno di stagione regolare contro i Jacksonville Jaguars, mettendo a segno un tackle. Disputò la sua prima partita nei play-off in carriera giocando nel Wild Card Game contro i Kansas City Chiefs.

#### Stagione 2016
Moore partì da titolare per la prima volta in carriera nel sesto turno contro gli Indianapolis Colts, sostituendo il compagno di squadra infortunato Quintin Demps, facendo registrare quattro placcaggi totali (due solitari). Partì da titolare anche nei due turni successivi, fino al ritorno di Demps. Partì da titolare nel tredicesimo turno contro i Green Bay Packers, dovendo sostituire il compagno di squadra infortunato Andre Hal; mise a segno quattro placcaggi solitari. Moore quindi disputò da titolare le quattro partite rimanenti della stagione regolare. Chiuse la stagione regolare 2016 con 16 presenze (8 da titolare), 22 placcaggi totali (18 solitari e 5 assistiti) e tre passaggi difesi.
Moore giocò nel Wild Card Game contro gli Oakland Raiders, facendo registrare un placcaggio, un intercetto (il primo in carriera) e due passaggi deviati; i Texans vinsero per 27–14. A causa di un infortunio sofferto da Demps nella partita contro i Raiders, Moore partì da titolare nel Divisional Play-off contro i New England Patriots, mettendo a segno otto placcaggi (sette solitari) e un passaggio deviato; i Texans furono sconfitti per 16–34, ponendo fine alla loro stagione.

#### Stagione 2017
Moore disputò da titolare le prime tre partite della stagione 2017. Nel terzo turno contro i New England Patriots non riuscì ad assicurare un intercetto e permise agli avversari di segnare il touchdown per la vittoria per 36–33. Di conseguenza fu rimpiazzato da Marcus Gilchrist come titolare. Nel quinto turno contro i Kansas City Chiefs, Moore soffrì di una commozione cerebrale che lo costrinse a saltare il turno successivo. Nel quindicesimo turno contro i Pittsburgh Steelers subì un infortunio al ginocchio, per il quale il 27 dicembre 2017 fu segnato in lista infortunati. Chiuse la stagione con 14 presenze (tre da titolare), 21 placcaggi totali (15 solitari e 6 assistiti) e un passaggio deviato.
L'8 marzo 2018, Moore firmò un contratto annuale del valore di 600.000 dollari coi Texans. Fu svincolato dalla squadra il 1º settembre 2018.

### Indianapolis Colts
Il 2 settembre 2018, Moore firmò con gli Indianapolis Colts. Nel settimo turno contro i Buffalo Bills mise a segno un placcaggio assistito, un intercetto e un passaggio deviato. Chiuse la stagione regolare 2018 con 15 presenze, 12 placcaggi totali (7 solitari e 5 assititi), un intercetto e un passaggio deviato.